# Peckovice

Řez broskví s českými popisky

Peckovice je druh dužnatého (podobně jako malvice a bobule) resp. apokarpního nepukavého plodu (podobně jako bobule, jednoplodolistová nažka).
Peckovice má zpravidla
- blanitý exokarp též epikarp (pokožka),
- sarkokarpní resp. dužnatý mezokarp (dužnatá vrstva),
- sklerenchymatický endokarp resp. sklerokarp – pecka, v níž může být:
  - jedno (oliva, ořešák královský)
  - více semen (bez černý, cesmína paraguayská).

Rozdíl mezi bobulí a několikasemennou peckovicí je v tom, že semena jsou u peckovice obalena vedle osemení ještě jedním obalem (endokarpem). Ten vzniká ze stěn pouzder semeníku. Mezokarp může být například také vláknitý obsahující vzduch (palma kokosová).